# Zacoalco de Torres
Zacoalco de Torres, anciennement Zacoalco (langues nahuatl : Tzacoalco ; « lieu d'eau fermé »), est une ville et une municipalité dans l'état de Jalisco, au Mexique.